# Lodowa Baszta

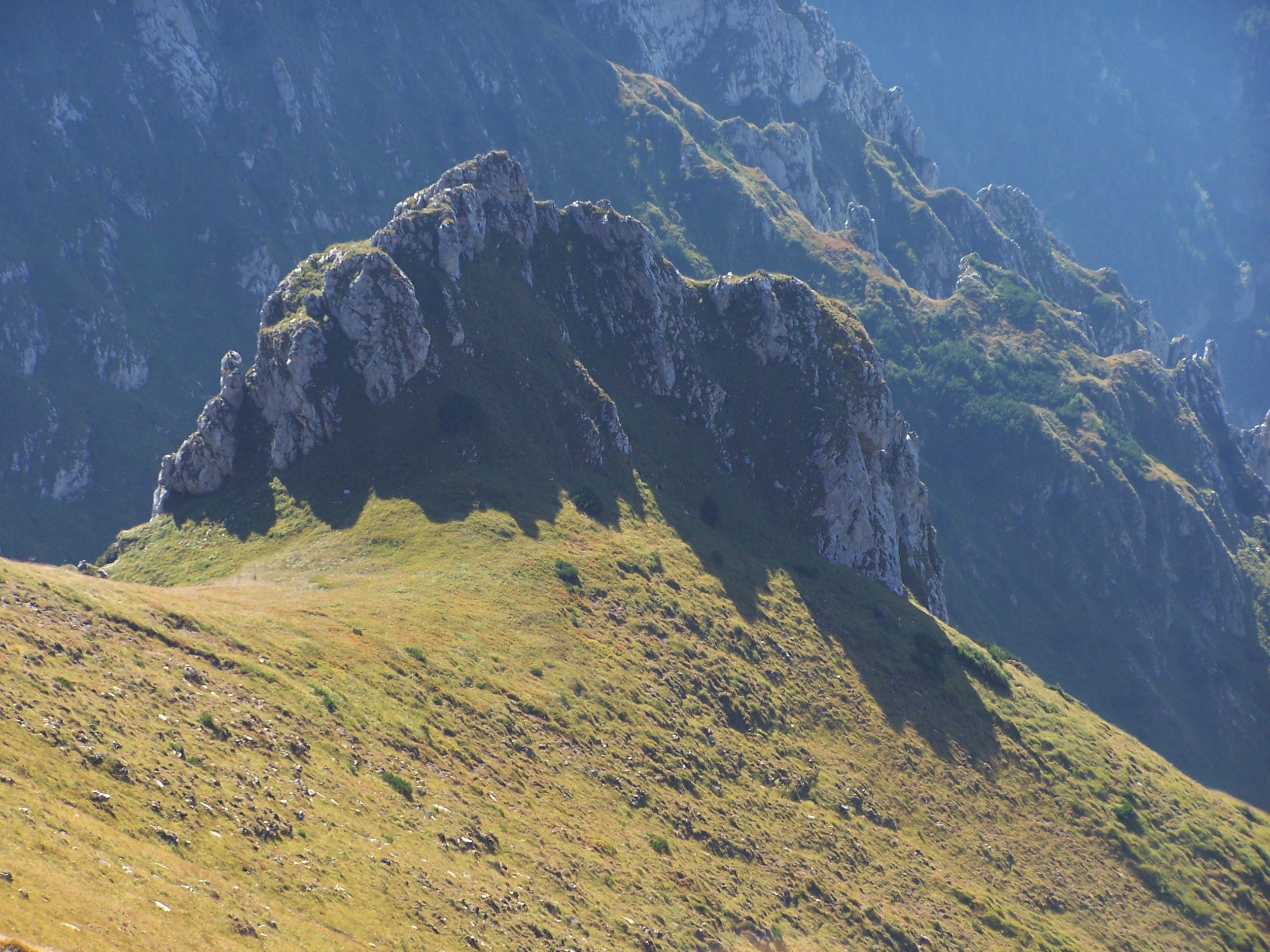
Lodowa Baszta od strony wschodniej – widok ze ścieżki przez Czerwony Żleb

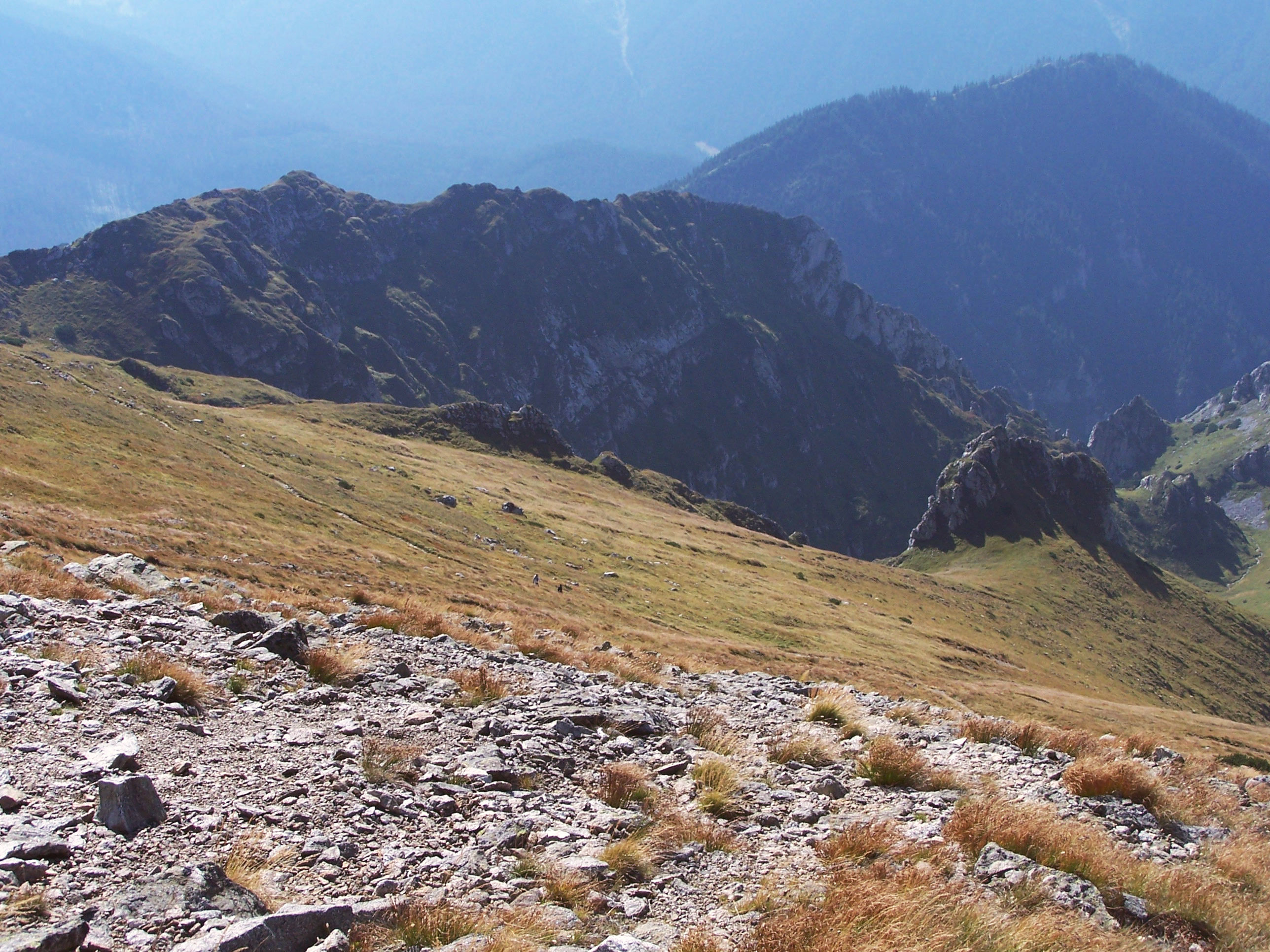
Lodowa Baszta, na lewo od niej Wysoki Grzbiet

Lodowa Baszta – wybitna, pojedyncza turnia na północno-zachodnich, opadających do Doliny Kościeliskiej zboczach Ciemniaka (Czerwone Wierchy) w Tatrach Zachodnich. Na starych mapach była czasami błędnie nazywana Lodowcem. Wapienna turnia wznosi się na wysokość około 1750 m n.p.m.
Lodowa Baszta wyrasta w środkowej części Zadniego Kamiennego na grani opadającej od Twardej Kopy. Zaczyna się ona zupełnie niepozorną wypukłością, niżej jednak przechodzi w wyraźną grań z przełęczą Lodowe Siodło (ok. 1735 m) i znajdującą się za nią Lodową Basztą. Z przełęczy można na turnię wejść bez trudności przez dwa niewielkie skalne uskoki. Natomiast w południowo-zachodnim i zachodnim kierunku opada urwistymi ściankami o wysokości nieco poniżej 30 m do Lodowego Żlebu.
Lodowa Baszta jest doskonale widoczna ze szlaku turystycznego prowadzącego z Doliny Tomanowej przez Czerwony Żleb na Chudą Przełączkę – znajduje się ok. 300 m poniżej ścieżki. W Lodowej Baszcie i jej pobliżu znajdują się jaskinie: Jaskinia Zawaliskowa w Szerokiem, Kamienista Szczelina i Jaskinia Lodowa w Ciemniaku.